# Ralf Schmid

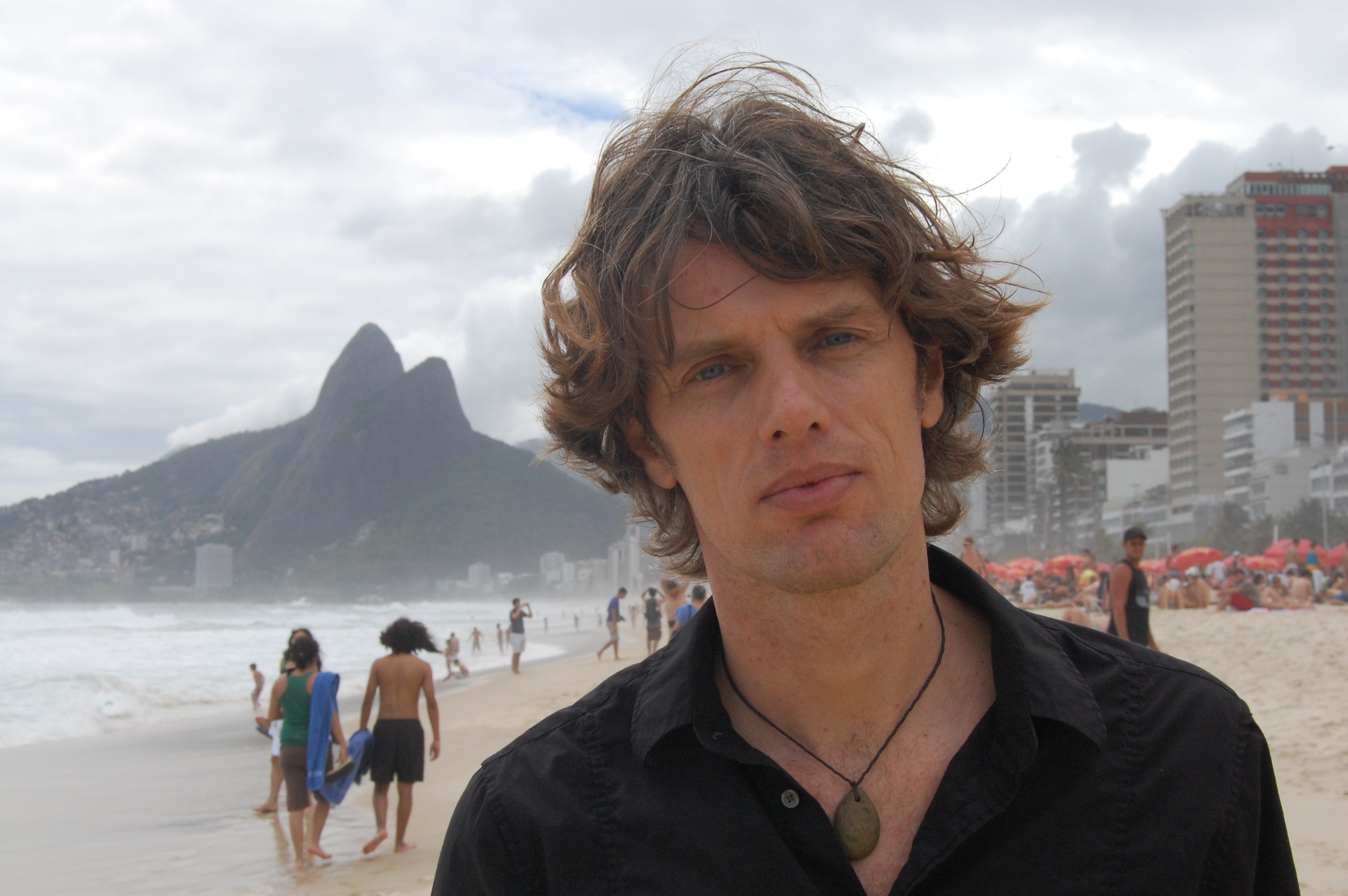
Ralf Schmid

Ralf Schmid (* 1969) ist ein deutscher Pianist, Komponist, Arrangeur und Musikproduzent.

## Leben
Ralf Schmid wuchs in Konstanz auf und bekam klassischen Klavierunterricht. Während der Schulzeit spielte er in Bands Jazz, Rock und Funk. Ab 1990 studierte er an der Hochschule für Musik und Darstellende Kunst Stuttgart Schulmusik und ab 1996 an der Filmakademie Ludwigsburg Filmmusik. 1998 übersiedelte er mit seiner Familie nach New York, um als DAAD-Stipendiat Jazzpiano und Komposition zu studieren. 1999 wurde er als Kompositionsstudent am Henry Mancini Institute in Los Angeles aufgenommen. Wichtige Lehrer und Mentoren seiner Studienzeit waren Bernd Rabe, Horst Jankowski, Richie Beirach und Robert Sadin.
Ralf Schmid gründete 1995 das Tales in Tones Trio (früher schmid/hübner/krill, mit Veit Hübner, Bass, und Torsten Krill, Drums). Das Trio gewann 1998 den Hennessy Jazz Search in der Kölner Philharmonie und veröffentlichte vier CDs, davon zwei mit dem Trompeter Joo Kraus.
Mit dem Musikproduzenten und Gitarristen Michele Locatelli gründete Ralf Schmid in New York das Label ObliqSound, für das er zahlreiche Aufnahmen produzierte. Nach seiner Rückkehr aus USA etablierte er einen zweiten Firmensitz des Labels in München.
Weiterhin arbeitete Ralf Schmid als Arrangeur und Dirigent mit professionellen Big Bands; er dirigierte in Konzerten, Studioaufnahmen, Radio- und TV-Sendungen die NDR Bigband, die SWR Big Band, die hr-Bigband, die RIAS Big Band Berlin und das Henry Mancini Institute Orchestra Los Angeles.
Mit Joo Kraus produzierte er ab 2002 mehrere Alben: Public Jazz Lounge (2002), The Ride (2006), Sueño (2008), entstanden im Egrem-Studio in Havanna (Kuba), Songs from Neverland (2010)  Painting Pop (2011), Public Jazz Society (2016) und Joo Jazz (2016). Das Album 'Public Jazz Lounge' erhielt 2015 einen GERMAN JAZZ AWARD GOLD für 10 000 in Deutschland verkaufte Tonträger, mit 'Painting Pop' gewann Joo Kraus einen ECHO Jazz.
2009 produzierte und arrangierte Schmid zum 50. Jubiläum des Bossa Nova das Album bossarenova mit Paula Morelenbaum und der SWR Big Band, das für den Brazilian Music Award nominiert wurde. Er präsentiert das Projekt seit 2011 mit Paula Morelenbaum und Joo Kraus unter dem Namen 'bossarenova trio' in Konzerten, u. a. in New York, San Francisco, Singapore und zahlreichen europäischen Metropolen.
Im März 2013 erschien das Album cornucopía mit Ivan Lins und der SWR Big Band, ebenfalls von Ralf Schmid produziert und arrangiert, das in Stuttgart, New York, Rio de Janeiro und Johannesburg aufgenommen wurde. Schmid leitete 2017 ein weiteres Projekt mit Ivan Lins in Kopenhagen, u. a. mit der Danish Radio Big Band und den New York Voices.
Im Oktober 2014 wurde Ralf Schmids Musiktheater „A Distant Drum“ u. a mit Daniel Hope, Jason Marsalis in der Carnegie Hall New York uraufgeführt.
2015 begann Schmid die Arbeit an seinem futuristischen Piano-Electro-Projekt PYANOOK, das er im KUBUS-Studio des ZKM Karlsruhe 2016 als audiovisuelle Produktion aufnahm und in dem er u. a. Datenhandschuhe zur Echtzeit-Klangsteuerung der Klavierklänge einsetzte. PYANOOK wird seit September 2017 live aufgeführt, u. a. bei Festivals  in Freiburg, Rio de Janeiro und Berlin.
Ralf Schmid ist seit 2002 Professor an der Hochschule für Musik Freiburg.

## Diskografische Hinweise

### Als Produzent/Arrangeur
- 2002: The Triumph of Time (Tama Waipara, ObliqSound)
- 2003 hr-Bigband, Ralf Schmid, Martin Fondse: Two Suites: Tribal Dances / Cottacatya!  (HR-Music)
- 2003: Public Jazz Lounge: (Joo Kraus & SWR Big Band, skip)
- 2003: Nana Swings (Nana Mouskouri & Berlin Radio Big Band, Universal)
- 2004: Different Rooms (Pee Wee Ellis, skip)
- 2006: The Ride (Joo Kraus, edel)
- 2008: Sueño (Joo Kraus, edel)
- 2009: bossarenova (mit Paula Morelenbaum & SWR Big Band, skip)
- 2013: cornucopía (mit Ivan Lins & SWR Big Band, moosicus records)
- 2013: Samba Preludío (mit bossarenova trio)
- 2016: Public Jazz Society: (Joo Kraus & SWR Big Band, skip)

### Als Pianist
- 1998: time makes the tune (mons music)
- 2002: flügelschlag! (ObliqSound, mit Gert Wilden junior und Andy Lutter)
- 2002: Nachtfarben (Acoustic Music)
- 2004: Sub Surface (ObliqSound)
- 2008: MusikFreiZeit (frimfram)
- 2010: Songs from Neverland (edel)
- 2011: Painting Pop (edel)
- 2012: captured for good (edel)

## Auszeichnungen und Stipendien
- 1996: 1. Preis Kompositionswettbewerb des Hessischen Rundfunks
- 1998: Stipendium DAAD, New York
- 1998: 1. Preis Hennessy Jazz Search (mit Veit Hübner und Torsten Krill)
- 1999: Stipendium Henry Mancini Institute, Los Angeles
- 2000: Stipendium Kunststiftung Baden-Württemberg
- 2001: Landesjazzpreis Baden-Württemberg
- 2015: German Jazz Award Gold für die Produktion des Albums „Public Jazz Lounge“ mit Joo Kraus
- 2018: Stipendium des Reinhold-Schneider-Preises der Stadt Freiburg